# Creu de terme de l'Agulla (Manresa)
La Creu de terme de l'Agulla és una obra del municipi de Manresa (Bages) ubicada a la partida de l'Agulla, al límit territorial amb el terme de Sant Fruitós de Bages. Està protegida com a bé cultural d'interès local.

## Descripció
És una creu de terme que presenta una estructura de cos circular a la base, la qual s'eixampla en un collaret i immediatament es torna a fer més petita a mesura que puja en tres cercles concèntrics superposats. El fust de la columna també és cilíndric i està coronat amb un capitell decorat i rematat amb una petitona teulada molt senzilla. Tota aquesta estructura és de pedra, mentre que la creu que la corona és de ferro.